# Cadillac Sixteen
El Cadillac Sixteen es un prototipo de automóvil desarrollado y presentado por Cadillac en 2003. Incorporaba un motor de 16 cilindros en V y 13,6 litros de cilindrada, capaz de funcionar con cuatro, ocho o dieciséis cilindros según la demanda de combustible.

## Características
El vehículo está equipado con un motor V16 de aluminio de 32 válvulas desarrollado por Cadillac, que desplaza 13,6 litros (829 pulgadas cúbicas; 13,584 cc), exclusivo del Sixteen y basado en la arquitectura GM Generation IV LS. Está acoplado a una transmisión automática de cuatro velocidades controlada electrónicamente que impulsa las ruedas traseras. El motor cuenta con tecnología Active Fuel Management de "cilindrada bajo demanda" que ahorra combustible, que permitía desactivar ocho o doce de los cilindros cuando no se necesitaba la máxima potencia. El V16 era capaz de recorrer 16,65 millas por galón americano (14,1 L/100 km) en condiciones normales. Se dijo que el motor producía un mínimo de 1000 HP (746 kW; 1014 CV) y al menos 1000 lb·pie (1356 N·m) de par sin utilizar ninguna forma de sobrealimentación. El Sixteen pesa alrededor de 5005 lb (2270 kg).

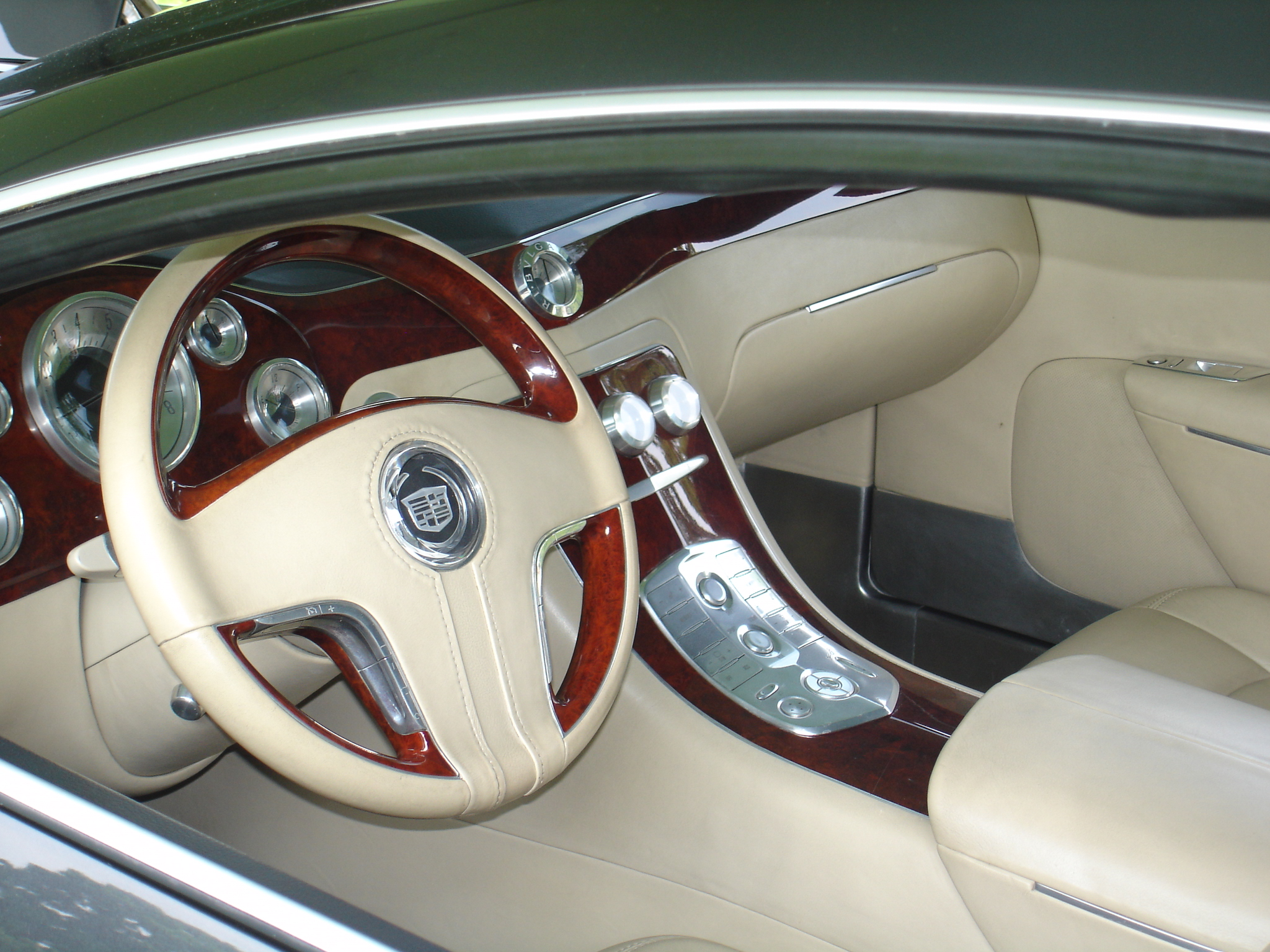
Interior personalizado del Sixteen

El automóvil hacía referencia al Cadillac V-16 de la década de 1930. Su diseño era una combinación del estilo "Arte y ciencia" de Cadillac combinado con referencias al Cadillac Eldorado de 1967. Los elementos de diseño originales adicionales procedían de un concurso de diseño interno dirigido por el vicepresidente de GM, Bob Lutz. El Sixteen tiene el logo de Cadillac tallado en cristal sólido en el volante y un reloj Bulgari en el tablero.
Aunque concebido exclusivamente como prototipo, su lenguaje de diseño se incorporó en los vehículos posteriores de Cadillac, más notablemente en el Cadillac CTS de 2008. Desde su presentación han resurgido rumores sobre una posible producción muy limitada de un Cadillac exclusivo. Se rumoreó que podría lanzarse una versión reducida del automóvil, conocida como ULS (Ultra Luxury Sedan) o XLS, con un motor V8 estándar y un V12 opcional (este último se llamaría Cadillac Twelve), a producir desde 2005, pero finalmente se archivó a favor del Cadillac XTS.
Desde que se presentó por primera vez el Sixteen, han resurgido rumores, especulaciones y grandes esperanzas de los periodistas y aficionados del automóvil sobre una posible producción limitada de un modelo exclusivo de Cadillac, como el Sixteen, para convertirse en el "buque insignia definitivo" de la marca, como anticipó el Cadillac Ciel de finales de 2011.

## En los medios
- El Sixteen aparecía en el episodio de Ride with Funkmaster Flex en el Salón Internacional de Nueva York de 2003.

- También en 2003, el programa de televisión Top Gear revisó el coche con su presentador James May en el episodio 10 de la segunda serie. May elogió al Sixteen como "exactamente lo que debería ser un Cadillac" y afirmó que debería ponerse en producción.

- En la película de comedia de 2006 Click protagonizada por Adam Sandler, se ve al personaje de Sandler conduciendo un Cadillac Sixteen cuando visita a su familia en el año 2017.

- En la película de 2011 "Real Steel", protagonizada por Hugh Jackman, se ve a los padres del niño entrando y saliendo de un Cadillac Sixteen aproximadamente a los 18 minutos.[8]

- Aparece en el juego de carreras de 2005 Midnight Club 3: Dub Edition.